# Землетрясение в Чили (новелла)
«Землетрясение в Чили» (нем. Das Erdbeben in Chili) — новелла немецкого писателя Генриха фон Клейста, написанная предположительно в 1806 году и впервые опубликованная в 1807 году под названием «Херонимо и Хосефа. Сцена из времён землетрясения в Чили, в 1647 году».

## Сюжет
Действие новеллы происходит в 1647 году в Сантьяго, столице испанской колонии Чили. Главные герои, Херонимо и Хосефа, любят друг друга, но не могут пожениться, так как принадлежат к разным сословиям. Хосефу против её воли отдают в монастырь. Она становится любовницей Херонимо и рожает от него ребёнка, после чего влюблённые оказываются в тюрьме. В тот самый момент, когда Хосефу ведут на казнь, а Херонимо готовится повеситься, происходит разрушительное землетрясение. Влюблённым удаётся спастись и найти друг друга.
Видя, что товарищи по несчастью хорошо к ним относятся, Херонимо и Хосефа начинают думать, что смогут получить прощение и быть вместе. Они отправляются на мессу в наименее разрушенной церкви города, но там священник объявляет, что землетрясение — божья кара за грехи, и называет их имена. Фанатичная толпа тут же узнаёт Херонимо и Хосефу и убивает их. Ребёнок сохраняет жизнь только потому, что вместо него убивают другого.

## Восприятие
«Землетрясение в Чили», как и другие новеллы Клейста, отличают лаконичность, драматичный и стремительно развивающийся сюжет. Неожиданные события, невероятные стечения обстоятельств меняют всю жизнь героев, показывая, что люди — всего лишь игрушки судьбы, недоступной для человеческого понимания.
Новелла была экранизирована в 1975 году Хельгой Сандерс-Брамс. В 2011 году были впервые поставлены сразу две театральные версии. Армянский композитор Авет Тертерян и японский композитор Тосио Хосокава написали по мотивам новеллы оперы под названием «Землетрясение» (2003 и 2018 годы соответственно). Начиная с 1954 года появляются обработки новеллы для радио.